# Penan

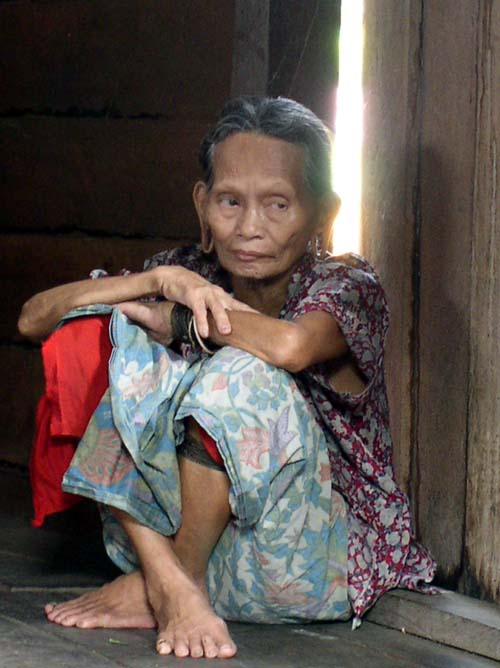
Een Penanvrouw uit Ulu Baram, Sarawak

De Penan zijn een nomadische inheemse bevolkingsgroep in Sarawak en Brunei op Borneo. Zij zijn een van de laatste van zulke volkeren die zijn overgebleven. De Penan staan bekend om hun molong-gewoonte, wat betekent dat zij nooit meer nemen dan nodig is.
Tot na de Tweede Wereldoorlog waren de meeste Penan nomadische jager-verzamelaars. Na de oorlog gaven missionarissen veel van de Penan een vaste woonplaats, voornamelijk in Ulu-Baram maar ook in Limbang. Ze eten planten die ook worden gebruikt als geneesmiddelen, en dieren en gebruiken de huiden, vel, vacht en dergelijke als kleding en onderdak.
In de jaren tachtig leefde milieuactivist Bruno Manser enige tijd bij de Penan.